# 布爾拉區
53°20′N 78°20′E / 53.333°N 78.333°E
布爾拉區（俄语：Бурлинский район），是俄羅斯的一個區，位於該國南部，由阿爾泰邊疆區負責管轄，面積2,746平方公里，2010年人口12,042，人口密度每平方公里4.39人。